# エール・コルシカ
エール・コルシカ（Air Corsica）は、フランス、コルシカ島のコミューター航空会社。コルシカ島とフランス本土を結ぶ路線を運航している。メインハブ空港をアジャクシオのナポレオン・ボナパルト空港に据え、フィガリ、バスティア、カルヴィといったコルシカ島の都市も拠点化している。旧社名の略称であるCCMと呼ばれることも多い。

## 歴史
エール・コルシカは1989年1月にCompagnie Corse Méditerranéeという名前で設立され、1990年より営業を始めた。2000年以降、エールフランスとの提携によりネットワークを拡大している。2010年にエール・コルシカに名称を変更。主な株主はコルシカ自治政府（Collectivité Territoriale Corse・60.37%）、エールフランス（11.94%）、クレディ・アグリコル（7.55%）、ナショナル・コルシカ・地中海海運（Société nationale maritime Corse-Méditerranée・6.68%）など。650人余りの従業員を抱える。

## 就航都市

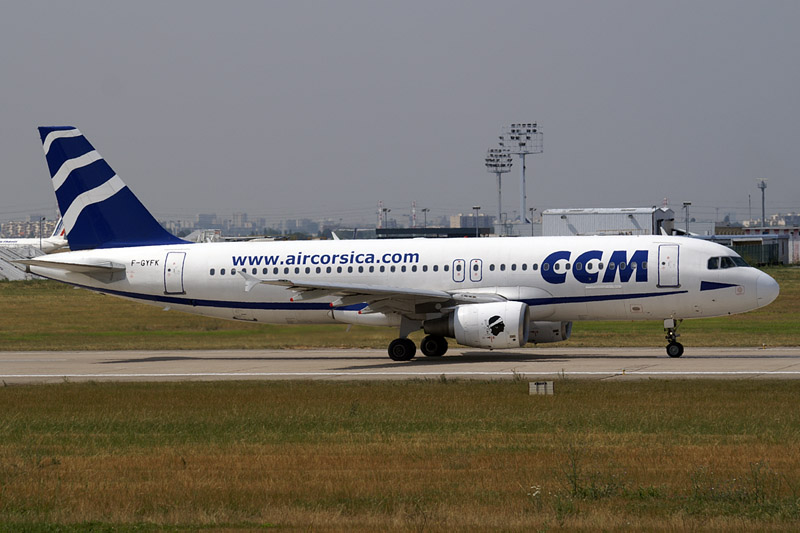
CCM航空のA320型機

コルシカ島内
- フランス
  - アジャクシオ
  - フィガリ
  - バスティア
  - カルヴィ

フランス本土
- フランス
  - パリ
  - リヨン
  - マルセイユ
  - トゥールーズ
  - ニース

国際線
- イタリア
  - ローマ

季節運航路線
- フランス
  - リール
  - カンペール
  - ストラスブール
  - ナント
  - クレルモン＝フェラン
- スイス
  - ジュネーヴ

## 保有機材（2021年11月時点）
- エアバスA319-100：退役
- エアバスA320-200：退役
- エアバスA321ceo：4機
- エアバスA321neo：2機
- ATR42-600：1機
- ATR 72-200：退役
- ATR 72-500：5機
- ATR72-600：0機（5機発注）